# Duckworth (Kendrick Lamar)
Duckworth (reso graficamente DUCKWORTH.) è un brano musicale del rapper statunitense Kendrick Lamar, quattordicesima traccia del quarto album in studio Damn, pubblicato il 14 aprile 2017.

## Tracce
1. Duckworth – 4:09 (Kendrick Duckworth, Patrick Douthit)

## Classifiche
| Classifica (2017) | Posizione massima |
| ----------------- | ----------------- |
| Canada            | 52                |
| Francia           | 195               |
| Irlanda           | 52                |
| Portogallo        | 56                |
| Svezia            | 7                 |
| Regno Unito       | 80                |
| Stati Uniti       | 36                |